# Flirtejant amb el desastre
Flirtejant amb el desastre (títol original: Flirting with Disaster) és una pel·lícula estatunidenca de David O. Russell, estrenada l'any 1996. Ha estat doblada al català.

## Argument
Mel Coplin i la seva esposa Nancy viuen a Nova York, no lluny dels seus pares adoptius, Ed i Pearl Coplin. Mel rebutja triar un nom pel seu fill en tant que no hagi descobert la identitat dels seus autèntics pares. Després que una empleada de l'agència d'adopció hagi localitzat la seva mare biològica a San Diego, decideix anar-la a trobar. Tina, la bonica però molt incompetent empleada, acompanya Mel, Nancy i el seu nounat en el seu viatge a Califòrnia. El viatge, evidentment, no serà com estava previst i els portarà a través dels Estats Units.

## Repartiment
- Ben Stiller: Mel Coplin
- Patricia Arquette: Nancy Coplin
- Tea Leoni: Tina Kalb
- Mary Tyler Moore: Pearl Coplin
- George Segal: Ed Coplin
- Alan Alda: Richard Schlichting
- Lily Tomlin: Mary Schlichting
- Richard Jenkins: Paul Harmon
- Josh Brolin: agent Tony Kent
- Celia Weston: Valerie Swaney
- Glenn Fitzgerald: Lonnie Schlichting
- Beth Ostrosky Stern: Jane
- Cynthia Lamontagne: Sandra
- David Patrick Kelly: Fritz Boudreau
- John Ford Noonan: Mitch

## Rebuda
- Premis 
  - 1996: Premis Independent Spirit: 4 nominacions (millor guió, millor actor secundari, millor actriu secundària i millor director
  - 1996: Premis Satellite: Nominada a Millor pel·lícula - comèdia o musical
- Crítica 
  - "Comèdia original, fresca i molt divertida sobre l'adopció. Molt graciosos Alan Alda i Lily Tomlin"[3]
  - "Una de les sorpreses de la temporada"[4]